# واکسینیا
ویروس واکسینیا (Vaccinia virus یا VACV یا VV) یک ویروس بزرگ، پیچیده، دارای پوشش ویروس و متعلق به خانوادهٔ ویروس‌های آبله یا پاکس‌ویروس‌ها است. ژنوم این ویروس دی‌ان‌ای دو رشته‌ای خطی با طول تقریبی ۱۹۰ هزار جفت‌باز است که تقریباً ۲۵۰ ژن را رمزگذاری می‌کند. ابعاد ویریون تقریباً ۳۶۰ × ۲۷۰ × ۲۵۰ نانومتر و وزن آن حدود ۵ تا ۱۰ فمتوگرم است.
نخستین بیماری ویروسی که با واکسیناسیون گسترده پیشگیری شد بیماری آبله است. ویروس واکسینیا از اجزای اصلی و فعال واکسن آبله است. آبله اولین بیماری انسانی است که ریشه کن شد. این تلاش توسط سازمان بهداشت جهانی تحت برنامه ریشه کن کردن آبله در دنیا انجام شد. به دنبال ریشه کن شدن آبله، دانشمندان ویروس واکسینیا را مطالعه کردند تا به عنوان ابزاری برای انتقال ژن به بافت‌های بیولوژیکی (ژن درمانی و مهندسی ژنتیک) مورد استفاده قرار گیرد. با وجود ریشه‌کن شدن آبله همچنان نگرانی‌هایی در مورد استفاده از ویروس آبله به عنوان عامل بیوتروریسم وجود دارد.

## منشأ اولیه
ویروس واکسینیا ارتباط تکاملی نزدیکی با ویروس آبله گاو دارد. در گذشته این دو ویروس اغلب یکسان تلقی می‌شدند. واکسینیا ویروس برای چندین دهه بارها و بارها در آزمایشگاه‌های تحقیقاتی کشت و پاساژ داده شده و به همین دلیل منشأ دقیق این ویروس ناشناخته است. رایج‌ترین تصور این است که ویروس واکسینیا، ویروس آبله گاو و ویروس واریولا (عامل بیماری آبله) همگی از یک ویروس اجدادی مشترک مشتق شده‌اند. همچنین گمانه‌هایی وجود دارد که ویروس واکسینیا در ابتدا از اسب‌ها حاصل شده‌است. تجزیه و تحلیل دی‌ان‌ای از نمونه‌های اولیه واکسن آبله مربوط به سال ۱۹۰۲ نشان داد که این ویروس ۹۹٫۷٪ مشابه ویروس آبله اسب است.

## ویروس‌شناسی
پاکس‌ویروس‌ها در میان دی‌ان‌ای ویروس‌ها منحصر به فرد هستند چرا که آن‌ها فقط در سیتوپلاسم از سلول میزبان و در خارج از هسته تکثیر می‌شوند، ژنوم این ویروس بزرگ است و برای رمزگذاری آنزیم‌ها و پروتئین‌های متعدد ویروس مورد نیاز است.

## استفاده به‌عنوان واکسن

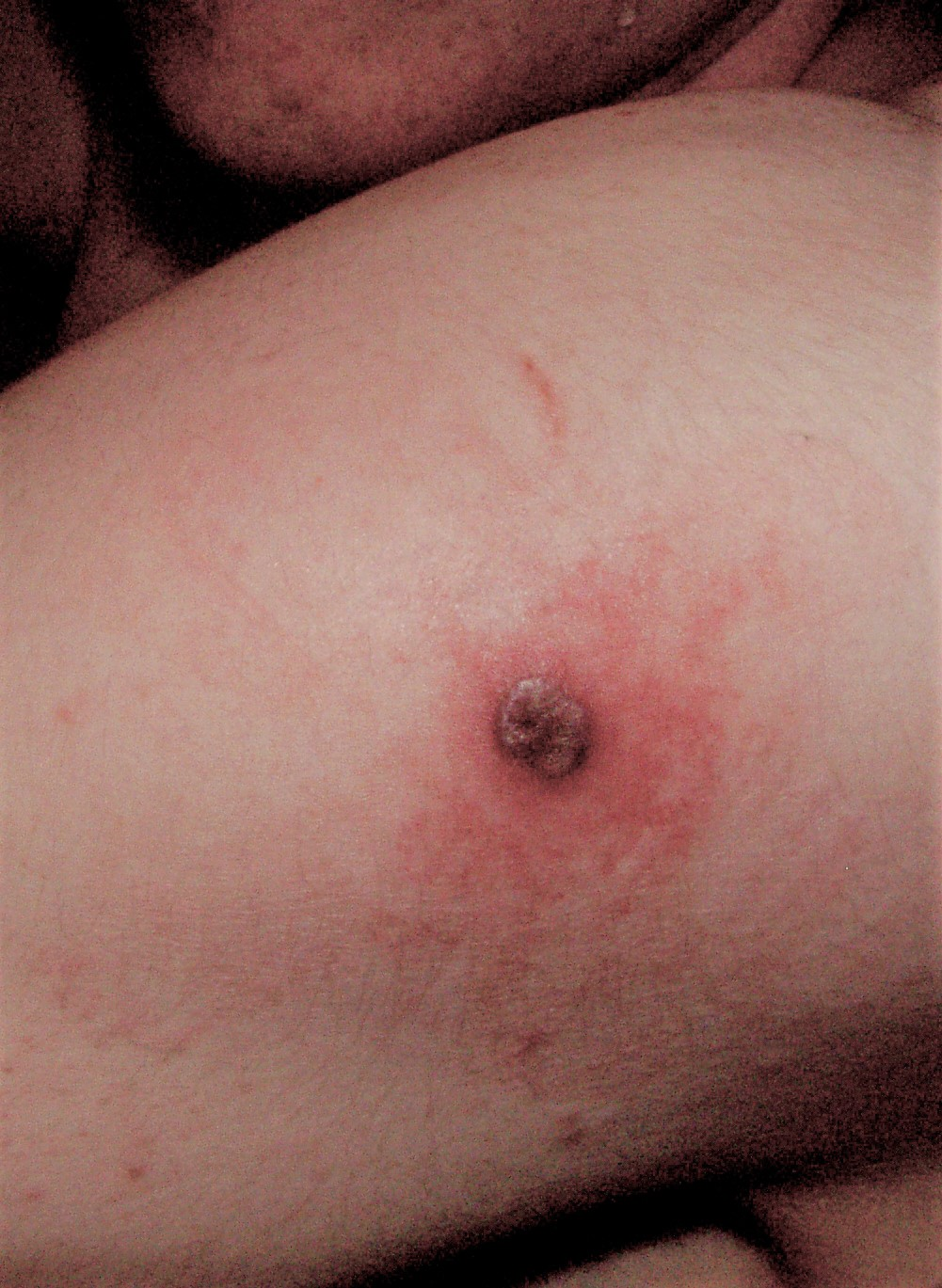
محل تزریق واکسینیا، چندین روز پس از تزریق

عفونت ویروس واکسینیا به‌طور معمول بسیار خفیف است و اغلب در افراد سالم علائمی ایجاد نمی‌کند، اگرچه ممکن است باعث بثورات پوستی یا تب شود. پاسخ ایمنی بدن حاصل از عفونت خفیف ویروس واکسینیا از فرد در برابر عفونت احتمالی خطرناک و کشندهٔ آبله در آینده محافظت می‌کند. به همین دلیل، ویروس واکسینیا به عنوان یک واکسن ویروس زنده علیه آبله استفاده شد و همچنان استفاده می‌شود. برخلاف واکسن‌هایی که از اشکال ضعیف شدهٔ ویروس استفاده می‌کنند، ویروس واکسینیا نمی‌تواند باعث عفونت آبله شود زیرا در آن واکسن ویروس آبله وجود ندارد. با این حال، در برخی از موارد اثرات جانبی پس از تزریق رخ می‌دهد. احتمال این اتفاق در افرادی که نقص ایمنی دارند به‌طور قابل توجهی افزایش می‌یابد. تقریباً از هر یک میلیون نفر یک پاسخ مرگبار به واکسیناسیون رخ می‌دهد.
در حال حاضر، این واکسن فقط برای کارکنان مراقبت‌های بهداشتی یا پرسنل تحقیقاتی که خطر ابتلا به ویروس آبله در آن‌ها زیاد است و همچنین برای پرسنل نظامی ایالات متحده تجویز می‌شود. با توجه به تهدید بیوتروریسم آبله، این احتمال وجود دارد که این واکسن در آینده دوباره به‌طور گسترده مورد نیاز باشد؛ بنابراین، دانشمندان در حال حاضر به دنبال ایجاد روش‌ها و استراتژی‌های جدید برای واکسیناسیون سریع تر و ایمن تر علیه آبله هستند.
در تاریخ ۱ سپتامبر ۲۰۰۷، سازمان غذا و داروی آمریکا، (FDA) واکسن جدیدی با نام ACAM2000 را علیه آبله معرفی کرد. این واکسن می‌تواند در صورت نیاز به سرعت و در تعداد بالا تولید شود.
واکسن آبله جدید، Imvanex، بر اساس سویه‌ای از واکسینیای اصلاح شده ساخته شده‌است. واکسن اصلاح شده آنکارا در سال ۲۰۱۳ توسط آژانس دارویی اروپا تأیید شد.
واکسینیا همچنین در واکسن‌های نوترکیب، به عنوان یک وکتور یا حامل برای ارسال و بیان ژن‌های خارجی در بدن میزبان، به منظور ایجاد پاسخ ایمنی استفاده می‌شود. پاکس‌ویروس‌های دیگر نیز در مواردی به عنوان واکسن‌های نوترکیب زنده استفاده می‌شوند.